# Agylla maasseni
Agylla maasseni là một loài bướm đêm thuộc phân họ Arctiinae, họ Erebidae.